# Rudolf Gyger
Rudolf Gyger (* 16. April 1920; † 1996) war ein Schweizer Fussballspieler.

## Karriere

### Vereine
Gyger spielte ab 1942 beim FC La Chaux-de-Fonds. 1942 wechselte er zum FC Neuchâtel, dem Vorgänger von Neuchâtel Xamax. Im Jahr 1949 gelang ihm mit dem Verein der Aufstieg in die erste Schweizer Liga. 1951 wechselte er zum Servette FC, für den er 50 Spiele bestritt.

### Nationalmannschaft
Im Alter von 24 Jahren bestritt Gyger sein erstes Spiel für die Schweizer Fussballnationalmannschaft gegen Frankreich. Insgesamt bestritt er 24 Spiele für die Schweiz bis zum Ende seiner Karriere in der Nationalmannschaft, im Jahr 1950.